# Tadeusz Wilk
Tadeusz Roman Wilk (ur. 28 lutego 1924 w Świerszczowie) – polski polityk ludowy, poseł na Sejm PRL III kadencji, wojewoda lubelski (1981–1988).

## Życiorys
W młodości zatrudniony m.in. jako rachmistrz, sklepowy i kierownik Gminnej Spółdzielni „Samopomoc Chłopska”. Był wiceprzewodniczącym Zarządu Wojewódzkiego Związku Gminnych Spółdzielni „Samopomoc Chłopska” (1953–1972). W latach 1956–1960 sprawował mandat radnego Wojewódzkiej Rady Narodowej w Lublinie (w skład WRN powrócił w 1980). Ukończył Liceum Ogólnokształcące im. Stefana Żeromskiego w Nałęczowie oraz studia w Wyższej Szkole Nauk Społecznych przy KC PZPR. W latach 1961–1965 pełnił mandat posła na Sejm PRL z okręgu Kraśnik. Zasiadał w Komisji Budżetu, Planu Gospodarczego i Finansów. Kontynuował pracę w spółdzielczości, będąc członkiem prezydium Naczelnej Rady Spółdzielczości. Pełnił funkcję wicedyrektora Lubelskich Zakładów Przemysłu Spirytusowego i Drożdżowego (1972–1975) oraz dyrektora Okręgowego Przedsiębiorstwa Przemysłu Zbożowo-Młynarskiego PZZ „Lublin” (1978–1981). Działał w Zjednoczonym Stronnictwie Ludowym, pełniąc obowiązki przewodniczącego Miejskiego Komitetu w Chełmie, następnie wiceprzewodniczącego Wojewódzkiego Komitetu w Lublinie oraz członka Naczelnego Komitetu.
W 1981 został mianowany wojewodą lubelskim. Funkcję pełnił do 1988. W 1983 wybrany w skład Zarządu Głównego Towarzystwa Przyjaźni Polsko-Radzieckiej.
Odznaczony Srebrnym Krzyżem Zasługi oraz Krzyżem Kawalerskim i Komandorskim Orderu Odrodzenia Polski.